# New South Wales classe D57
La New South Wales classe D57 était une classe de locomotives à vapeur de type 4-8-2 construites par Clyde Engineering pour le New South Wales Government Railways (chemins de fer du gouvernement de la Nouvelle-Galles du Sud) en Australie. Les tenders ont été construites par Mort's Dock.

## Introduction
Ces locomotives figuraient parmi les locomotives les plus lourdes d'Australie avec une charge par essieu de 23,4t, et ceci, avec leur largeur, limitait leur sphère d'opération à Thirroul sur la ligne Illawarra, Wallerawang sur la Main Western Line (Ligne principale ouest) et Junee sur la Main South Line (Ligne principale sud) ,,.
En raison de l'immense taille de la chambre de combustion, ils ne pouvaient pas être tirés à la main et devaient utiliser un chauffe-eau mécanique, devenant ainsi la première classe de locomotives de la  New South Wales à utiliser un chauffe-eau mécanique. Ils ont ensuite été suivis par la classe 58 et la classe 60 .
Ils n'étaient pas autorisés à opérer sur la ligne Main Northern en raison des limites de charge sur certains ponts et d'un gabarit de chargement plus serré. Ils avaient l'effort de traction le plus élevé de tous les moteurs conventionnels utilisés en Australie et avaient une capacité à peu près égale à celle des Garratts modifiées de la classe 60. Ils étaient très fiables et avaient le surnom de Lazy Lizzies (Lizzies paresseuses) parce qu'elles rendaient les travaux lourds sans effort . Un autre surnom a été attribué à la classe, Chuckling Charlies (Charlies gloussants) en raison de leur rythme d'échappement syncopé .
La conception à trois cylindres adaptée à la classe lui a donné un son d'échappement décalé distinctif lors de la montée en gamme. Cette conception a également été adaptée à la classe 58. Cependant, quelques caractéristiques, telles que le mécanisme de soupape de conjugaison Gresley installé sur ces locomotives, ont été à l'origine de débats quant à son efficacité .

## Fin de la ligne et préservation
Le premier exemple de la classe a été retiré en octobre 1957, le dernier en septembre 1961. Le dernier exemple utilisé par le chemin de fer a été retiré pour être conservé par le New South Wales Rail Transport Museum. En juin 1975, le 5711 a été transporté d'Enfield à Thirlmere par la locomotive 3801 . En septembre 2008, 5711 a été transféré au Valley Heights Locomotive Depot Heritage Museum où il est en cours de restauration statique .